# Державні нагороди СРСР
Держа́вні нагоро́ди СРСР — ордени, медалі та почесні звання, встановлені відповідно до Конституції СРСР Президією Верховної Ради СРСР для відзначення окремих осіб і колективів за особливі заслуги — трудові та військові.
За роки радянської влади засновано:
- 21 орден СРСР (39 знаків разом зі ступенями),
- 54 медалі СРСР (61 знак зі ступенями),
- 15 почесних звань.

## Найвищі ступені відзнаки
- Герой Радянського Союзу
- Герой Соціалістичної Праці
- Місто-герой
- Фортеця-герой
- Мати-героїня

## Ордени СРСР
- Орден Леніна
- Орден Жовтневої Революції
- Орден Трудового Червоного Прапора
- Орден Дружби народів
- Орден «Знак Пошани» (орден Пошани)
- Орден Трудової Слави
- Орден «Мати-героїня»
- Орден «Материнська слава» ‎
- Орден «Перемога»
- Орден Червоного Прапора
- Орден Суворова
- Орден Ушакова
- Орден Кутузова
- Орден Нахімова
- Орден Богдана Хмельницького
- Орден Олександра Невського
- Орден Вітчизняної війни
- Орден Червоної Зірки
- Орден «За службу Батьківщині в Збройних Силах СРСР»
- Орден Слави
- Орден «За особисту мужність»

## Медалі СРСР

### Знаки особливої відзнаки
- Медаль «Золота Зірка»
- Медаль «Серп і Молот»

### За трудові заслуги
- Медаль «За трудову доблесть»
- Медаль «За трудову відзнаку»
- Медаль «Ветеран праці»

### За військові заслуги
- Медаль «За відвагу»
- Медаль Ушакова
- Медаль «За бойові заслуги»
- Медаль Нахімова
- Медаль «Партизанові Вітчизняної війни»
- Медаль «За відзнаку в охороні державного кордону СРСР»
- Медаль «За відзнаку у військовій службі»
- Медаль «Ветеран Збройних сил СРСР»
- Медаль «За зміцнення бойової співдружності»

### За заслуги в розв'язанні найважливіших народногосподарських завдань
- Медаль «За відбудову підприємств чорної металургії Півдня» (18 травня 1948)
- Медаль «За відбудову вугільних шахт Донбасу» (10 вересня 1947)
- Медаль «За освоєння цілинних земель» (20 жовтня 1956)
- Медаль «За будівництво Байкало-Амурської магістралі» (8 жовтня 1976)
- Медаль «За перетворення Нечорнозем'я РРФСР» (30 вересня 1977)
- Медаль «За освоєння надр і розвиток нафтогазового комплексу Західного Сибіру» (28 липня 1978)

### За багатодітність і виховання дітей
- Медаль материнства (8 липня 1944)

### За заслуги при виконанні громадянського та службового обов'язку
- Медаль «За відмінну службу з охорони громадського порядку» (1 листопада 1950)
- Медаль «За відвагу на пожежі» (31 жовтня 1957)
- Медаль «За порятунок потопаючих» (16 лютого 1957)

### За заслуги під час німецько-радянської війни
Медалі, яких удостоєні учасники німецько-радянської війни, можна умовно розділити на дві групи, відповідно до хронології заснування цих відзнак.

До першої групи відносяться медалі, встановлені під час німецько-радянської війни:
- Медаль «За оборону Ленінграда» (22 грудня 1942)
- Медаль «За оборону Одеси» (22 грудня 1942)
- Медаль «За оборону Севастополя» (22 грудня 1942)
- Медаль «За оборону Сталінграда» (22 грудня 1942)
- Медаль «За оборону Москви» (1 травня 1944)
- Медаль «За оборону Кавказу» (1 травня 1944)
- Медаль «За оборону Києва» (21 червня 1961)
- Медаль «За оборону Радянського Заполяр'я» (5 грудня 1944)

До другої групи відносяться медалі, встановлені після німецько-радянської війни:
- Медаль «За перемогу над Німеччиною у Великій Вітчизняній війні 1941—1945 рр.» (9 травня 1945)
- Медаль «За взяття Будапешта» (9 червня 1945)
- Медаль «За взяття Кенігсберга» (9 червня 1945)
- Медаль «За взяття Відня» (9 червня 1945)
- Медаль «За взяття Берліна» (9 червня 1945)
- Медаль «За визволення Белграда» (9 червня 1945)
- Медаль «За визволення Варшави» (9 червня 1945)
- Медаль «За визволення Праги» (9 червня 1945)
- Медаль «За доблесну працю у Великій Вітчизняній війні 1941—1945 рр.» (6 червня 1945)
- Медаль «За перемогу над Японією» (30 вересня 1945)

### У зв'язку з ювілеями
- Ювілейна медаль «За доблесну працю (За військову доблесть). В ознаменування 100-річчя з дня народження Володимира Ілліча Леніна» (5 листопада 1969)
- Ювілейна медаль «Двадцять років перемоги у Великій Вітчизняній війні 1941—1945 рр.» (7 травня 1965)
- Ювілейна медаль «Тридцять років перемоги у Великій Вітчизняній війні 1941—1945 рр.» (25 квітня 1975)
- Ювілейна медаль «Сорок років перемоги у Великій Вітчизняній війні 1941—1945 рр.» (12 квітня 1985)
- Ювілейна медаль «XX років Робітничо-Селянської Червоної Армії» (24 січня 1938)
- Ювілейна медаль «30 років Радянській Армії та Флоту» (22 лютого 1948)
- Ювілейна медаль «40 років Збройних Сил СРСР» (18 грудня 1957)
- Ювілейна медаль «50 років Збройних Сил СРСР» (26 грудня 1967)
- Ювілейна медаль «60 років Збройних Сил СРСР» (28 січня 1978)
- Ювілейна медаль «70 років Збройних Сил СРСР» (24 січня 1988)
- Ювілейна медаль «50 років радянській міліції» (20 листопада 1967)
- Медаль «В пам'ять 800-річчя Москви» (20 вересня 1947)
- Медаль «В пам'ять 250-річчя Ленінграда» (16 травня 1957)
- Медаль «В пам'ять 1500-річчя Києва» (10 травня 1982)

## Почесні звання СРСР
- Народний артист СРСР
- Народний художник СРСР
- Народний архітектор СРСР
- Народний лікар СРСР
- Народний учитель СРСР
- Льотчик-космонавт СРСР
- Заслужений льотчик-випробувач СРСР
- Заслужений штурман-випробувач СРСР
- Заслужений військовий льотчик СРСР
- Заслужений військовий штурман СРСР
- Заслужений пілот СРСР
- Заслужений штурман СРСР
- Заслужений винахідник СРСР
- Заслужений працівник сільського господарства СРСР
- Заслужений парашутист-випробувач СРСР
- Заслужений меліоратор СРСР
- Заслужений конструктор СРСР
- Заслужений технолог СРСР
- Заслужений машинобудівник СРСР